# صقللي محمد باشا
صقللي محمد باشا (1506-1579م) هو سياسي عثماني. أُخذ محمد وهو في صغره ضمن نظام الدوشيرمة لكي ينضم بعدها إلى الإنكشارية. ترقي في مناصب الدولة إلى أن أصبح قائد البحرية العثمانية ثم الصدر الأعظم للدولة لمدة 14 سنة (972-987هـ الموافق 1565-1579م) تحت ثلاث سلاطين; سليمان القانوني، سليم الثاني، مراد الثالث.

## بداياته
أخذ محمد في صغره ضمن نظام الدوشيرمة وأٌلحِق بالانكشارية ثم بالمدرسة السلطانية (بالعثمانية: أندرون همايون) حيث اكتسب المهارات العسكرية وأتقن العديد من اللغات، فبالإضافة للصربية كلغته الأم واللغة التركية، أتقن العربية والفارسية واللاتينية. أصبح أحد رجال الدفتردار إسكندر جلبي ورافقه خلال الحرب العثمانية الصفوية (1532–1555). أصبح قائداً للحرس السلطاني عام 1541 وأتاح له ذلك التقرب من السلطان سليمان القانوني والاستفادة منه، كما لاحظ سليمان كفاءة محمد باشا وأصبح يعتمد عليه.

## قائداً للبحرية
أصبح محمد باشا قائداً للبحرية العثمانية عند وفاة خير الدين بربروس عام 1546. ساهم في منصبه هذا في إضافة وحدات بحرية جديدة للدولة كما اهتم بتجديد ترسانة السفن وتوسيعها. كانت أخر أعماله قبل تركه المنصب توجيهه لحملة بحرية لتحرير طرابلس من يد فرسان مالطة بقيادة طورغوت رايس ونجحت الحملة.
على الرغم من ذلك، كان تعيين محمد باشا غير متوافق مع رغبات البحريين، إذ لم يكن محمد باشا قائداً بحرياً أبداً. والمعروف أن تعيينه هذا كان وراءه الصدر الأعظم رستم باشا الذي _وعلى الرغم من حٌسن علاقته بربروس_ إلا أنه لم يكن يستريح للبحارة. كان جنود البحرية يريدون قائداً منهم ليعين عليهم إذ كانت الدولة تزخر بالكثير منهم أمثال طورغوت رايس، بيري ريس، صالح رايس، حسن باشا بن خير الدين بربروس، مراد رايس وغيرهم. لذا كانت معاملة البحارة لصقللي بها فتور. أثر ذلك في محمد باشا وظهر ذلك لاحقاً عليه، إذ أصبح ناقماً على البحارة ويتضح ذلك من تعيينه لاحقاً لقادة بريين على الأسطول العثماني وإبعاده القيادة عن البحريين.

## والياً ووزيراً
عٌينَ عام 1551 والياً على إيالة الروملي وهي إحدى أهم الولايات في الدولة. وبأمر من السلطان سليمان، قاد محمد باشا حملة من 90 ألف جندي على إمارة ترانسيلفانيا(بالعثمانية: أردل) ذات الحكم الذاتي لتدخل النمسا في شئونها. فتح محمد باشا 16 قلعة في الإمارة لكنه فشل في حصار تيميشوارا. لذلك خرج في العام التالي 1552 بحملة أكبر في معية الوزير الثاني قرة أحمد باشا واستولوا على المدينة. حاصر القائدين لاحقاً قلعة إيجر، إحدى أهم المدن في المجر، لكنهم لم يوفقوا في فتحها. قاد محمد باشا حملة عثمانية على أحد الأشخاص الذي إدعى أنه شاهزاده مصطفى الأبن الأكبر للسلطان سليمان الذي تم إعدامه نهاية عام 1553 وتمكن هذا المٌدعي من جمع عدد غفير من الناس حوله وقاموا بتمرد. تمكن محمد باشا من إخماد التمرد والقبض على المٌدعي حيث أعدم.
رٌقيَ محمد باشا لرتبة الوزير الثالث عام 1555 وحل محله في الروملي صديقه برتيف باشا. خلال منصبه هذا، قاد محمد باشا قوة عسكرية للقضاء على تمرد شاهزاده بايزيد الذي اعترض على تسمية شقيقه الأكبر سليم كولي للعهد. هزم محمد باشا الأمير المتمرد في معركة قونية 1559 واضطره للفرار شرقاً نحو الدولة الصفوية. تزوج في تلك الأثناء من سلطانة أسمهان ابنة الشهزادة سليم.
بوفاة رستم باشا 1561، أصبح محمد باشا وزيراً ثانياً. ثم أصبح أخيراً صدر أعظم عام 1565 بعد وفاة سيمز علي باشا.

## الصدارة
كانت أولى مشاكله في الصدارة هي حل التوترات التي نشأت مع النمسا نتيجة تأخير ماكسيمليان الثاني الجزية المفروضة عليه وإستمراره في التدخل في شئون المجر. ومع عدم وصول رسل العثمانيين إلى نتيجة، قُررت الحملة السلطانية بقيادة السلطان سليمان شخصياً. حاصرت الحملة سيكتوار، ومات السلطان سليمان القانوني قبل عدة ساعات من سقوط المدينة.
كتم محمد باشا خبر وفاة السلطان خوفاً من حدوث قلاقل ولم يعرف به سوى القليل. وأرسل رسالة إلى الأمير سليم يخبره بوفاة والده وأنه أصبح السلطان وطلب منه الحضور إلى بلغراد. أشرف صوقوللو على تحنيط جسد السلطان سليمان واستخراج أحشاؤه الداخلية ليتحمل جسده السفر إلى إسطنبول حيث أوصى أن يٌدفن، كما تم دفن الأحشاء في موضع العرش داخل الخيمة السلطانية. في صحراء سيرم خارج بلغراد، خاطب محمد باشا الجيش وأعلمه رسمياً بوفاة القانوني ودعى الجيش لمبايعة السلطان الجديد.

## عهدسليم الثاني

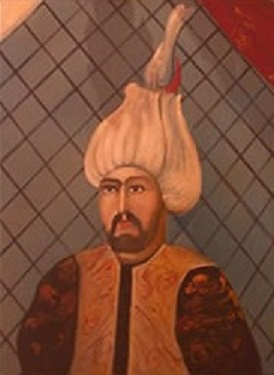
صقللي محمد باشا (1506-1579)

أبقى السلطان سليم على صوقللو كصدر أعظم. كان السلطان سليم مديناً لزوج إبنته بالعرش إذ كان قائداً للجيش الذي هزم أخيه بايزيد الذي تمرد عليه. لذلك أعطاه السلطان صلاحيات غير محدودة جاعلاً منه المتحكم الرئيسي في الإمبراطورية مترامية الأطراف، وفضل السلطان أن يقوم بواجبات رئاسة الدولة بوقار دون كثير من التدخل في شئون الديوان، وهو أمر مشابه لما يجري في الملكيات المعاصرة. وعلى الرغم من ذلك، تدخل السلطان بذكاء في بعض قرارات صوقوللو وحال دون أن يمكنه من التخلص من أعداؤه أمثال الوزير لاله مصطفى باشا والقائد عثمان بن أوزديمير باشا. لكن غدت قوة محمد باشا ضرورية وعامل توازن مهم في الدولة، حيث إزداد تدخل الحريم في شئون الحكم وعلى رأسهم السلطانة مهرماه ونوربانو سلطان فيما عٌرف باسم سلطنة الحريم، حيث وقف محمد باشا ضد تدخلات هؤلاء وضد تكتل الوزراء وتدخل الإنكشارية في شئون الدولة.
أبرم محمد باشا في أدرنة معاهدة صلح مع الإمبراطور ماكسيمليان الثاني في 1568 رضي فيها الأخير بدفع 30 ألف دوكا كجزية سنوية.
أمر محمد باشا خان تتار القرم وبمساعدة قاسم باشا بمحاصرة أستراخان مفتتحاً الحرب الروسية العثمانية (1568-1570). كان الغرض إسترجاع أستراخان التي استولى عليها الروس سابقاً بالإضافة لحفر قناة تربط نهر الدون بنهر الفولغا. فشلت العملية نتيجة لهجوم مضاد روسي قوي ولتحطم الأسطول العثماني نتيجة عاصفة.
أمر محمد باشا واليه على مصر سنان باشا بالإستيلاء على اليمن من الحكم الزيدي. تقدم الوزير سنان باشا بصحبة القائد عثمان بن أوزديمير باشا ونجحا في إجبار الإمام الزيدي على الطاعة. نشأ خلاف بين سنان باشا وعثمان باشا، ترك على إثره عثمان باشا جنوده لسنان باشا وعاد لإسطنبول. ولأن عثمان باشا من معية لاله مصطفى باشا العدو اللدود لصوقوللو محمد باشا فقد أراد محمد باشا بأن يعدمه. نجا عثمان باشا القائد الكبير من الإعدام بأمر من السلطان سليم بعد رجاء من لاله مصطفى باشا في إلغاء الإعدام.
أراد السلطان سليم احتلال قبرص نظراً لموقعها الإستراتيجي في شرق البحر المتوسط. كان العديد من الوزراء وخاصة بياله باشا يحثون السلطان على ذلك. وعلى الرغم من معارضة صوقوللو محمد باشا إلا أنه إضطر في النهاية إلى إعلان الحرب على البندقية وتوجيه جيش بري بقيادة لاله مصطفى باشا برفقة الإسطول لاحتلال قبرص. نجحت الحملة وتم احتلال قبرص بالكامل، لكن الإسطول العثماني تلقى ضربة قوية في معركة ليبانت على يد إسطول العصبة المقدسة. إتٌهم محمد باشا بالتسبب في الهزيمة لأنه عين قائداً برياً في شخص مؤذنزاده علي باشا قائداً على الأسطول. بعد الهزيمة، عين السلطان أولوج علي باشا القائد البحري قائداً على الأسطول. دأب محمد باشا على بناء الإسطول بسرعة وهمة مستغلاً حلول الشتاء. وتمكن في أقل من عام من بناء 156 سفينة جديدة وتعويض خسائره، وهو ما لخصه لسفير البندقية بالقول:
«لقد جئت لتحسس قوانا، حسناً إنكم نجحتم في حلق لحياي (يقصد الإسطول) ولكني قطعت لكم ذراعاً (يقصد قبرص)، اللحية تنبت مرة أخرى سريعاً بينما الذراع لا تنبت مرة أخرى أبداً».
واضطرت البندقية في النهاية للاعتراف بقبرص كولاية عثمانية وأنهت الحرب. كما لجأ محمد باشا إلى إرسال قائده سنان باشا للإستيلاء على تونس من الأسبان عقاباً لهم على حلفهم مع البنادقة ومشاركتهم في معركة ليبانت.
شارك محمد باشا في اختيار ملك بولونيا 1572. كانت النمسا ترغب في تعيين ملكاً من آلهابسبورغ ليكون موالياً لها. الدولة العثمانية التي لم ترض بذلك تدخلت وأعطت بولونيا لهنري الثالث شقيق ملك فرنسا الموالية للعثمانية.

## عهد السلطانمراد الثالث
بوفاة السلطان سليم في عام 1574، إرتقى إبنه مراد لعرش السلطنة. بحسب كثير من المؤرخين وعلى العكس من أبيه، كان السلطان مراد لا يكن محبة متزايدة لصوقوللو لأنه كان يستقل بالقرارات. لم يكن السلطان في ذات الوقت قادراً على عزله لأنه كان يستند على جماعة الانكشارية التي يخشى السلطان أن تثير انقلاباً إن قام بتنحية محمد باشا. وضع السلطان خطة دقيقة لتقليل نفوذ محمد باشا، تستند أساساً على تقديم خصومه كوزراء وإبعاد حلفاؤه تدريجياً من السلطة. أهم هذه الأحداث كان اغتيال قريب محمد باشا، القائد صوقوللو مصطفى بك الذي كان والياً على بودين.
ولوفاة الشاه طهماسب الأول، حدثت توترات على الحدود مع الصفويين وأصبح الوضع في إيران متأزماً. رأى العديد من الوزراء إستغلال الأمر في إعلان الحرب على الصفويين لاستقطاع ما يمكن إستقطاعه منهم من الأراضي. عارض صوقوللو وبشده هذه الحرب، لكنه لم يتمكن من إقناع السلطان بذلك. أعلنت الحرب على الدولة الصفوية وصار لاله مصطفى باشا سردار وقائداً أعلى للجبهة.

## وفاة صوقوللو وشخصيته
أثناء وجود محمد باشا في قاعة الديوان بقصر الباب العالى في أكتوبر1579 ، طلب أحد الدراويش مقابلة محمد باشا. سمح محمد باشا للدرويش بالمثول في حضرته. وأثناء حديث الدرويش مع محمد باشا تقدم وطعنه بسكين. مات محمد باشا على إثر ذلك بعد ثلاث ساعات منهياً ما يقارب ال15 عاماً حكماً مطلقاً للدولة. ودٌفن في كٌليّته الكائنة خلف جامع أيوب سلطان.
تاريخياً، يعتقد العديدين أن حادث الاغتيال مٌدبر وورائه السلطان مراد بذاته، أو تقف زوجة السلطان المفضلة صفية سلطان وراء اغتياله. بينما قال البعض أن حادث الاغتيال ليس مٌدبراً لأن الدرويش كان مجنوناً.
كان محمد باشا وزيراً قوياً وعسكرياً لامعاً. أتاح قربه من السلطان سليمان القانوني الاستفادة من خبرات الأخير خصوصاً في السياسة الدولية. وجه محمد باشا الدولة العثمانية بإتقان خلال فترة صدارته التي دامت 14 عاماً و4 أشهرووقف ضد تدخلات السلطانات في شئون الدولة. استمر محمد باشا على العادة المخزية التي بدأها رستم باشا في تلقي الرشاوي من رجال الدولة الراغبين في تولي المناصب. كما كان على الولاة والباشوات إعادة شراء مناصبهم كل عام من الصدر الأعظم. لذلك كان هؤلاء يعمدون إلى ابتزاز ما دفعوه من أموال من الرعية، مما تسبب في طروء الفساد في الدولة واستبدال القيادات ذات الكفاءة بقيادات عديمة الكفاءة غالباً. مما يقال عنه أن والي إيالة مصر وحده كان عليه أن يدفع سنوياً 100 ألف دوكا، وعلى الوزراء أن يدفعوا ما بين 50 إلى 60 ألف دوكا سنوياً، وعلى الباشوات أصحاب رتبة بيلر بي أن يدفعوا من 15 إلى 40 ألف دوكا بحسب مواقع خدمتهم، كذلك كان يتلقى هدايا سنوية من سفراء البندقية والنمسا وترانسيلفانيا.وبالإضافة إلى راتب صوقوللو الشخصي (20 دوكا يومياً) جعل ذلك دخل محمد باشا سنوياً يتجاوز المليون دوكا مما جعله _بحسب المؤرخين_ ذات دخل أعلى من عدد من ملوك أوروبا. وعلى الرغم من ذلك، عٌرِف محمد باشا بكثره أعمالة الخيرية والمعمارية، أسس مسجداً في منطقة فاتح في إسطنبول من بناء معمار سنان كما أسس مساجد عديدة أخرى كما أقام عدداً من الأعمال الخيرية في مكة، المدينة المنورة، حلب، إسطنبول، أدرنة وغيرها.
وفاة محمد باشا كانت إيذاناً بتدخل الحريم بصورة أكبر في شئون الحكم. تزايد نفوذ كلا من نوربانو سلطان أم السلطان مراد، وزوجته الأثيرة صفية سلطان مما جعل العديد من الوزراء يتلقون أوامرهم من السلطانات أساساً عوضاً عن الديوان، وكان ذلك علامة على تراجع شأن الدولة وهيبتها.

## أنظر أيضا
- قائمة قباطين البحر العثمانيين.